# Нагорний Микита Володимирович
Микита Володимирович Нагорний (нар. 12 лютого 1997, Ростов-на-Дону, Росія) — російський гімнаст, Олімпійський чемпіон 2020, триразовий чемпіон світу 2019, восьмикратний чемпіон Європи (2015, 2016, 2018, 2019, 2021), срібний призер літніх Олімпійських ігор 2016 року. Заслужений майстер спорту Росії. Путініст, публічно підтримав напад Росії на Україну.

## Кар'єра

### Юніорські роки
2014 року на першості Росії серед юніорів Микита стає бронзовим призером у багатоборстві, що дозволило йому поїхати на юніорський чемпіонат Європи, де у складі збірної Росії він став срібним призером, а також виграв золото на опорному стрибку. Був обраний для поїздки на юнацькі олімпійські ігри в Нанкіні, де виграв три золоті, срібну та бронзову медалі.

### Доросла кар'єра
На чемпіонаті Росії 2015 року Микита виграв бронзу у складі команди Москви, розділив золото з Денисом Аблязіним у фіналах опорного стрибка та вільних вправ, а також став бронзовим призером у вправах на брусах та перекладині. Ці результати дозволили Микиті здобути путівку на чемпіонат Європи в Монпельє, де він виграв золоту медаль в опорному стрибку з результатом 15,099 бала.
29 травня 2016 року у Берні (Швейцарія) на чемпіонаті Європи 2016 Микита Нагорний став чемпіоном Європи у вільних вправах із сумою 15,566 бала, а також чемпіоном Європи у командному багатоборстві.
8 серпня 2016 року Микита Нагорний завоював у складі збірної Росії срібну медаль Олімпійських ігор 2016 у Ріо-де-Жанейро, виступивши у командному багатоборстві.
На чемпіонаті Європи 2017 року Микита Нагорний завоював бронзову медаль на брусах.
У 2018 році на чемпіонаті Європи 2018 здобув золоту медаль у командному багатоборстві. Цього ж року на чемпіонаті світу 2018 року Микита Нагорний став срібним призером у командному багатоборстві, а також посів третє місце в особистому багатоборстві.
На чемпіонаті Росії 2019 року в Пензі Нагорний став шестиразовим чемпіоном у всіх видах, крім вільних вправ, поступившись Дмитру Ланкіну.
На чемпіонаті Європи 2019 року Микита став першим в особистому багатоборстві, випередивши абсолютного чемпіона світу Артура Далалояна. Крім того, росіянин виграв золоту медаль континентальної першості у вправі на паралельних брусах.
Через кілька місяців Нагірний тріумфально виступив на чемпіонаті світу 2019 року в Штутгарті. Російський гімнаст піднявся на найвищий щабель п'єдесталу в особистому багатоборстві, зумівши випередити абсолютного чемпіона світу минулого року та товариша за командою Артура Далалояна, а також посів перше місце в опорному стрибку. Знаковим результатом стала перша за 28 років перемога чоловічої збірної Росії зі спортивної гімнастики у командному багатоборстві.
На чемпіонаті Європи 2021 російський гімнаст успішно захистив звання абсолютного чемпіона континенту. Наступного дня Микита виграв свою другу золоту медаль змагань у Базелі, здобувши перемогу у вільних вправах, а також став володарем срібних нагород у вправах на коні та кільцях. У багатоборстві продемонстрував новий технічний елемент — потрійне сальто зігнувшись назад. У вересні 2021 року Міжнародна федерація гімнастики назвала цей елемент на честь Микити Нагорного. Потрійне сальто тому зігнувшись стало третім елементом у чоловічій спортивній гімнастиці, якому технічний комітет надав вищу групу складності.
На Олімпіаді 2020 у Токіо (що проходила у 2021 році) Микита Нагорний завоював олімпійське золото у командному багатоборстві у складі збірної Олімпійського комітету Росії (ОКР/ROC). Цю нагороду команда з Росії виборола вперше за 25 років. В особистому багатоборстві спортсмен посів третє місце з результатом 88.031 бала, поступившись китайському гімнасту Сяо Жотену та японцю Дайкі Гашімото (88.065 та 88.465 бала відповідно). Також завоював ще одну олімпійську бронзову медаль на перекладині з результатом 14.533 бали.

## Громадянська позиція
Нагорний є путіністом. В грудні 2020 року очолив молодіжну військово-патріотичну мілітарну організацію «Юнармія». Після вторгнення Росії в Україну закликав підтримати російських воєнних. Також очолив «Юнармію» на щорічному Параді Перемоги на Красній площі.

## Особисте життя
Народився в українській родині. Дід — футболіст, грав за «Ростсільмаш».
У 2018 році одружився з призером Олімпійських ігор, чемпіонкою світу та Європи зі спортивної гімнастики Дар'ї Спірідонової. Крім спортивної кар'єри, подружжя займається підприємницькою діяльністю.

## Виступи на Олімпіадах
| Олімпіада  | Дисципліна         | Місце  |
| ---------- | ------------------ | ------ |
| Ріо 2016   | командна першість  | 2      |
| Ріо 2016   | абсолютна першість | 28 (q) |
| Ріо 2016   | опорний стрибок    | 5      |
| Токіо 2020 | командна першість  | 1      |
| Токіо 2020 | абсолютна першість | 3      |
| Токіо 2020 | перекладина        | 3      |